# ليوبولد فون ميلدنشتاين
ليوبولد إيتز، إدلر فون ميلدنشتاين (30 نوفمبر 1902 - نوفمبر 1968) ضابطًا في القوات الخاصة (SS) يتم تذكره كداعم رئيسي في الحزب النازي لبعض أهداف الصهيونية خلال الثلاثينيات.
كان يعمل أحيانًا ككاتب واستخدم اسم LIM (الأحرف الأولى من اسمه). في اللغة الإنجليزية، كان يطلق عليه أحيانًا اسم «البارون» على الرغم من أن رتبة إدلر تعني «النبيل» وليس لها ما يعادلها بالضبط. ربما تكون أقرب ترجمة هي «Esquire».
بعد الحرب العالمية الثانية، واصل ميلدنشتاين العيش في ألمانيا الغربية، حيث انضم إلى الحزب الديمقراطي الحر وانتخب في لجنة الصحافة التابعة له. في عام 1956، ذهب إلى مصر للعمل في محطة إذاعية، وبعد القبض على أدولف أيخمان في عام 1960، ادعى الحصانة ضد استخبارات لوكالة المخابرات المركزية الأمريكية، وهو ادعاء لم يتم تأكيده أو إنكاره. لم يسمع عنه شيء بعد عام 1964، عندما نشر كتابًا عن الكوكتيلات.